# Mystacides azureus
Mystacides azureus là một loài Trichoptera trong họ Leptoceridae. Chúng phân bố ở vùng sinh thái Palearctic.